# Rață cu cap castaniu
Rața cu cap castaniu (Aythya ferina) este o specie de rață scufundătoare de mărime medie din familia Anatidae. Este răspândită în Palearctica. Se reproduce în principal în regiunile de stepă din Scandinavia și Siberia, iar iarna în sud și vest.

## Taxonomie
Prima descriere oficială a raței cu cap castaniu a fost făcută de naturalistul suedez Carl Linnaeus în cea de-a zecea ediție a lucrării sale Systema Naturae. El a inventat numele binomial Anas ferina. În 1822, zoologul german Friedrich Boie a creat genul Aythya pentru diverse rațe scufundătoare și a mutat rața cu cap castaniu în acest nou gen. Acceptarea Aythya ca gen pentru rața cu cap castaniu a fost mixtă pentru cea mai mare parte a secolului următor, unii autori lăsând rața în genul Anas sau atribuind-o în schimb la diverse alte genuri acum dispărute. Rața cu cap castaniu este considerată o superspecie împreună cu Aythya valisineria. În trecut, se credea că Aythya americana este o subspecie, dar acum se consideră că rața cu cap castaniu este monotipă, fără subspecii. Se știe că s-a hibridat în captivitate cu rața moțată  și cu rața roșie, iar aceste combinații cunoscute seamănă cu hibrizii suspecți observați în sălbăticie, care ar putea împărtăși aceeași filiație. De asemenea, au fost raportate hibridări cu rața cu ciuf.
Denumirea genului Aythya derivă din greaca veche  aithuia, o pasăre de mare neidentificată menționată de autori precum Hesychius și Aristotel. Numele speciei este cuvântul latin ferina, care înseamnă „vânat sălbatic” (derivat din ferus, care înseamnă „sălbatic”).

## Descriere

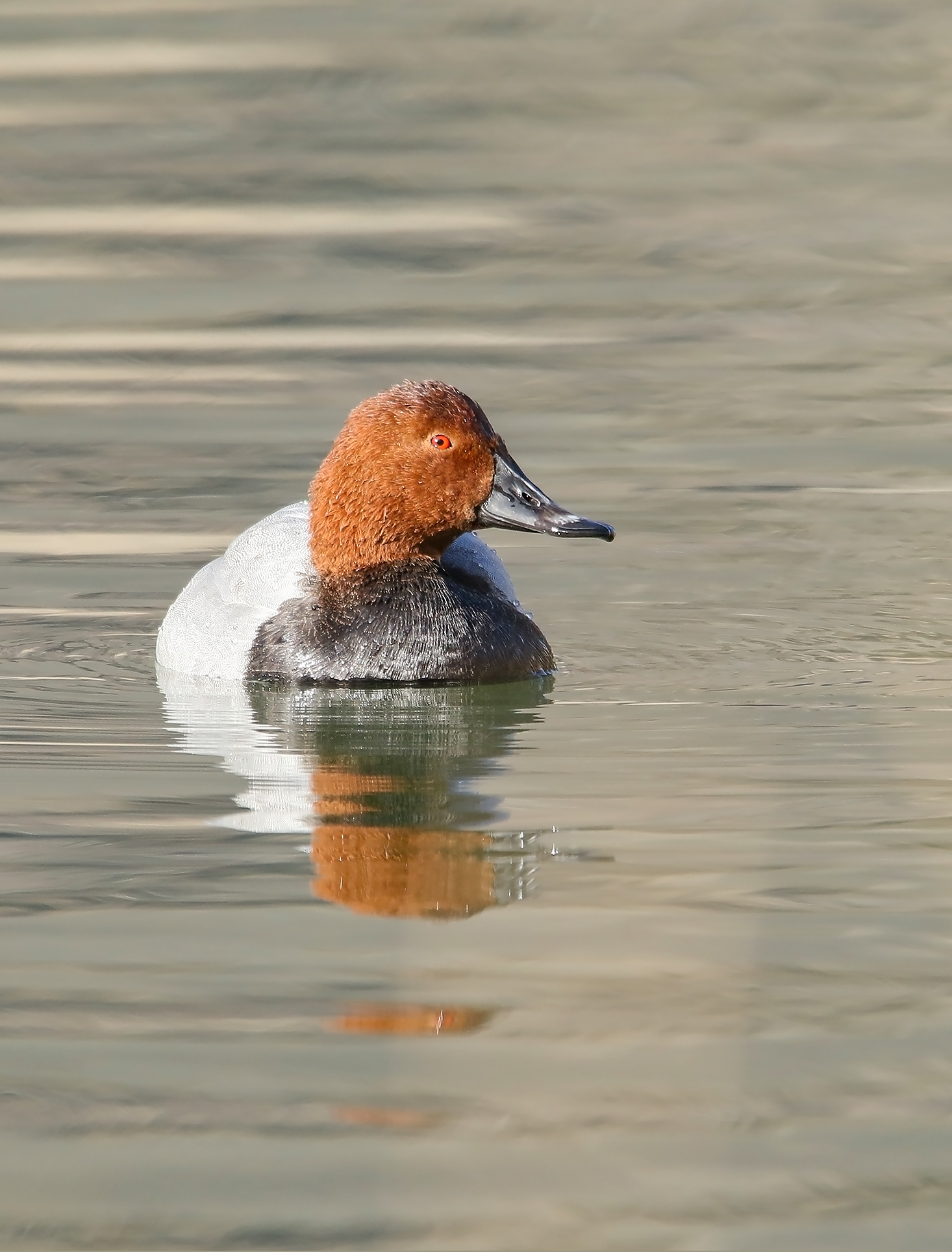
Mascul adult

Lungimea corpului este de 42-49 cm, anvergura aripilor de 72-82 cm, iar greutatea de 0,7-1 kg. Este o pasăre migratoare ce cuibărește în Europa și Asia. Rățoiul are capul castaniu și spinarea cenușie-deschisă. Rața este brună, cu o pată alburie în jurul ciocului. Depune 6 până la 11 ouă într-o scorbură sau pe sol, lângă apă. Clocitul durează 25 de zile. 
Masculul este în general tăcut, deși poate fluiera încet ca parte a spectacolului de curtare. Femela emite un krrr încet. Rățușca are un strigăt de contact scurt de două până la patru note. Dacă este stresată, strigătul său este mai înalt și mai rapid decât cel al rățuștelor Anas de aceeași mărime și vârstă.

## Galerie

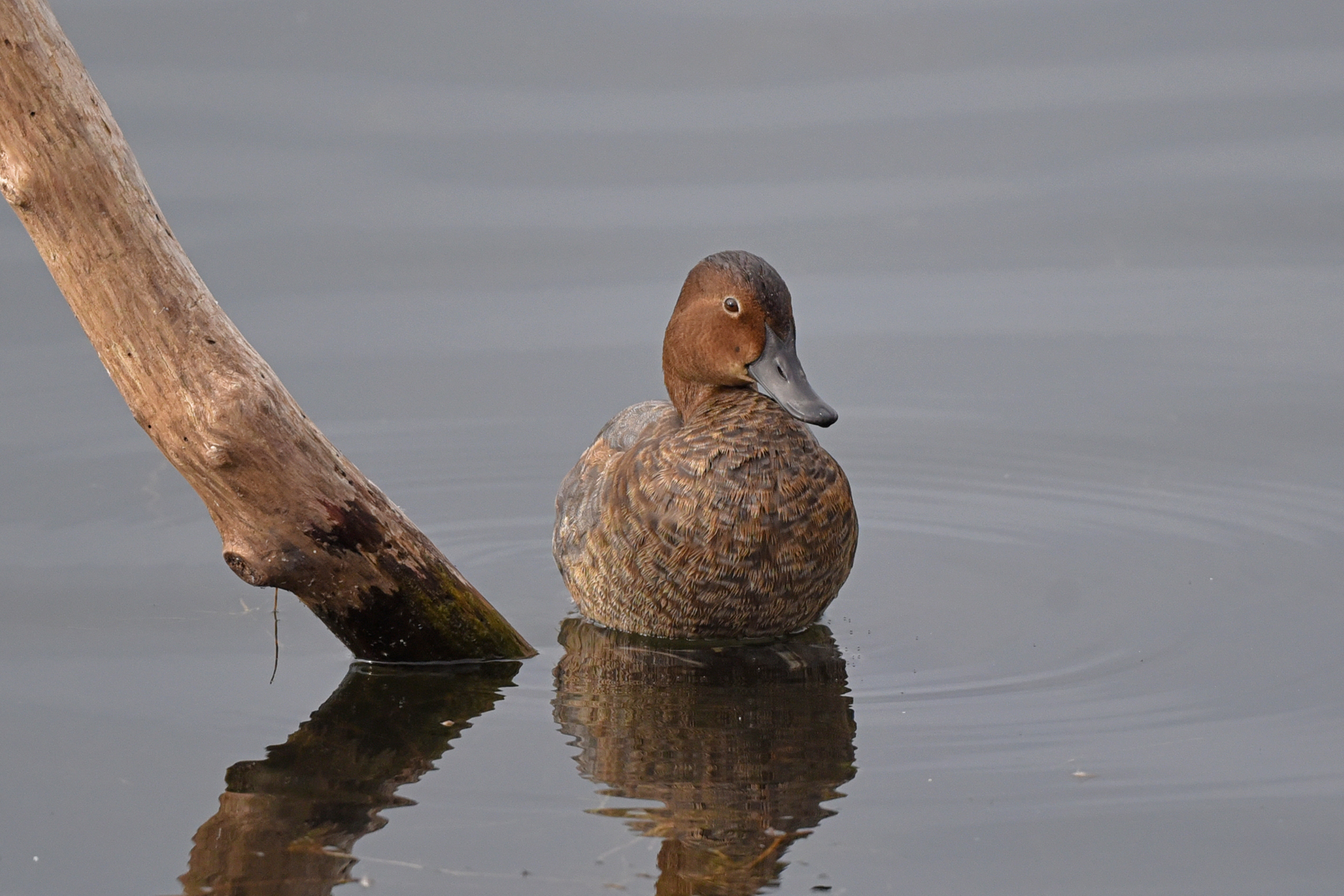
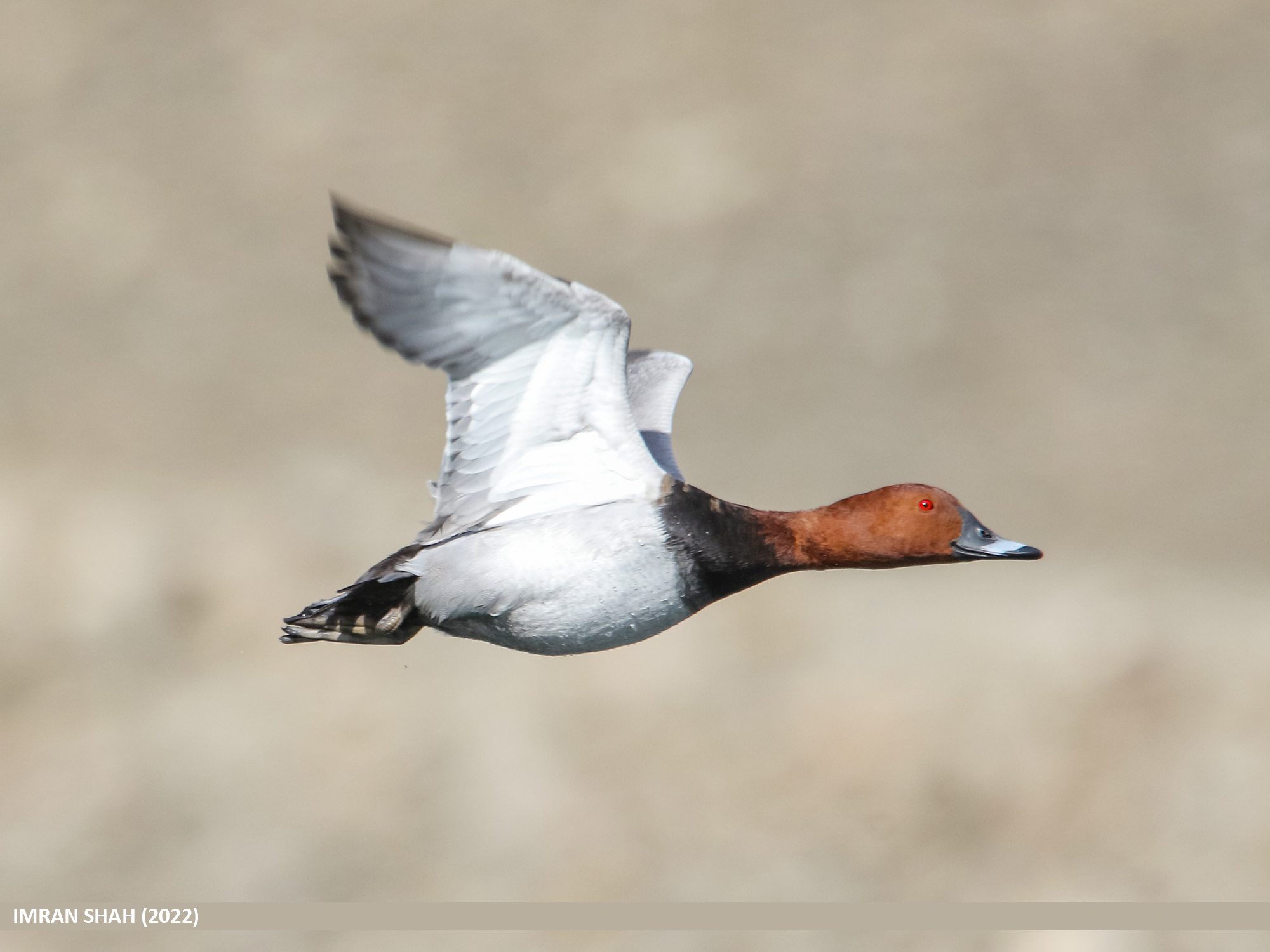
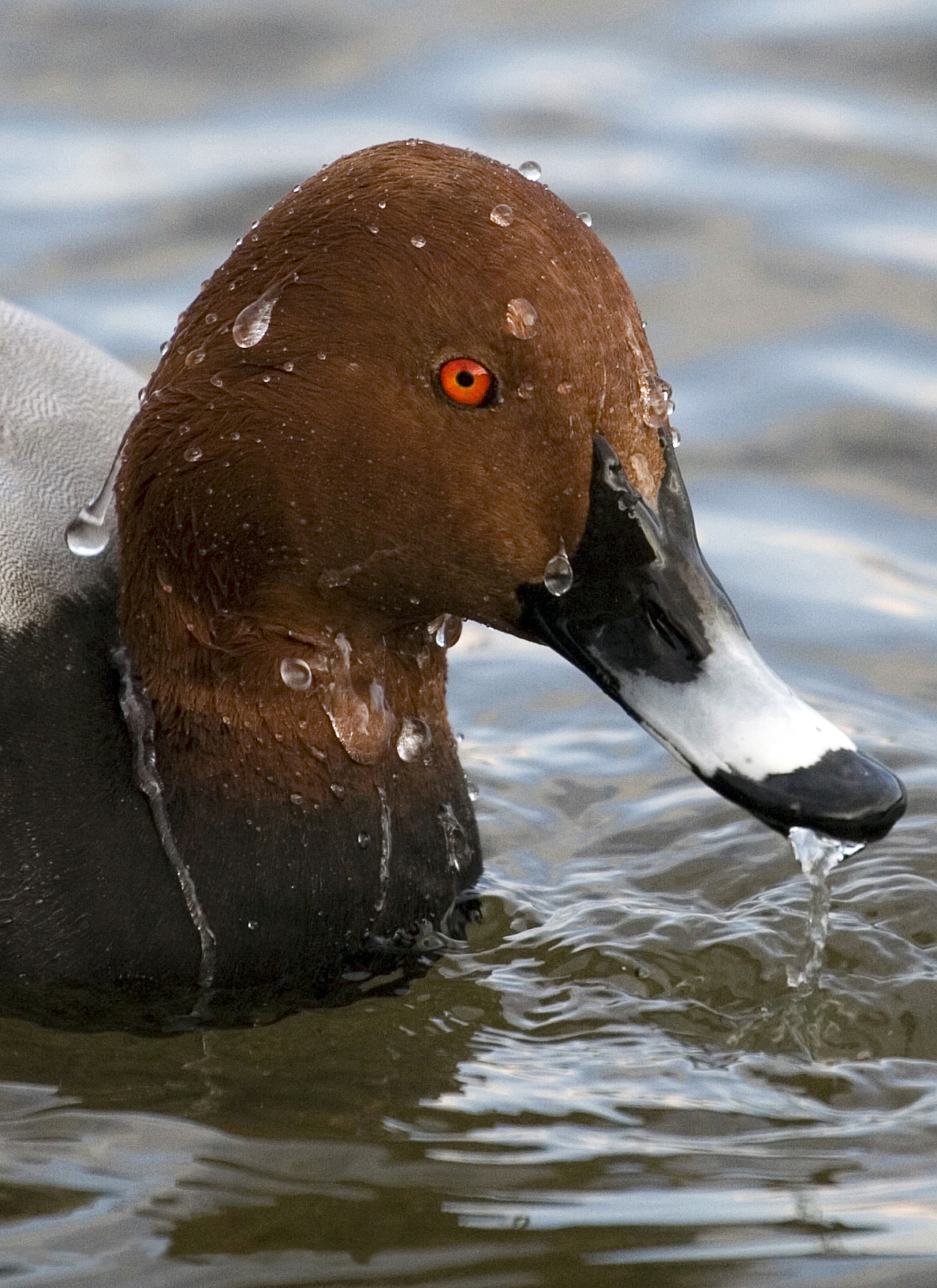
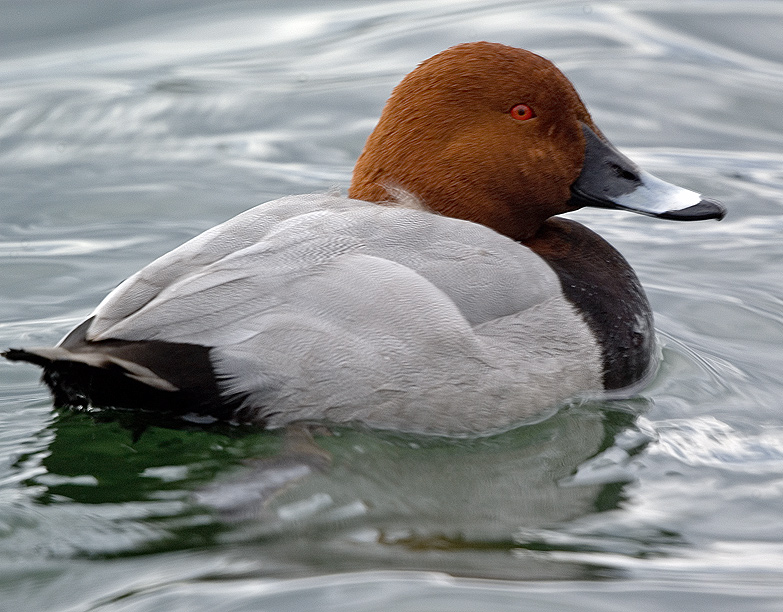
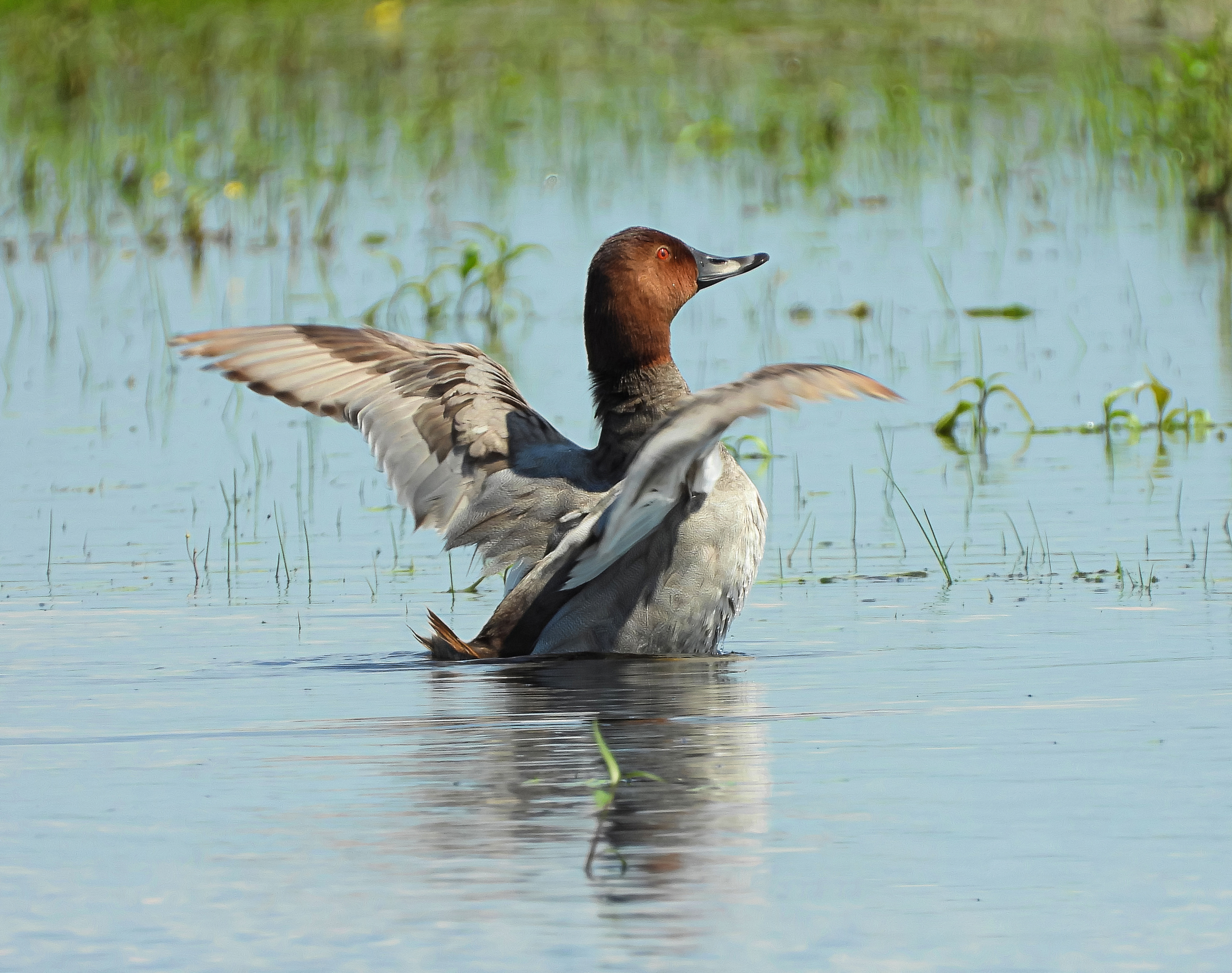
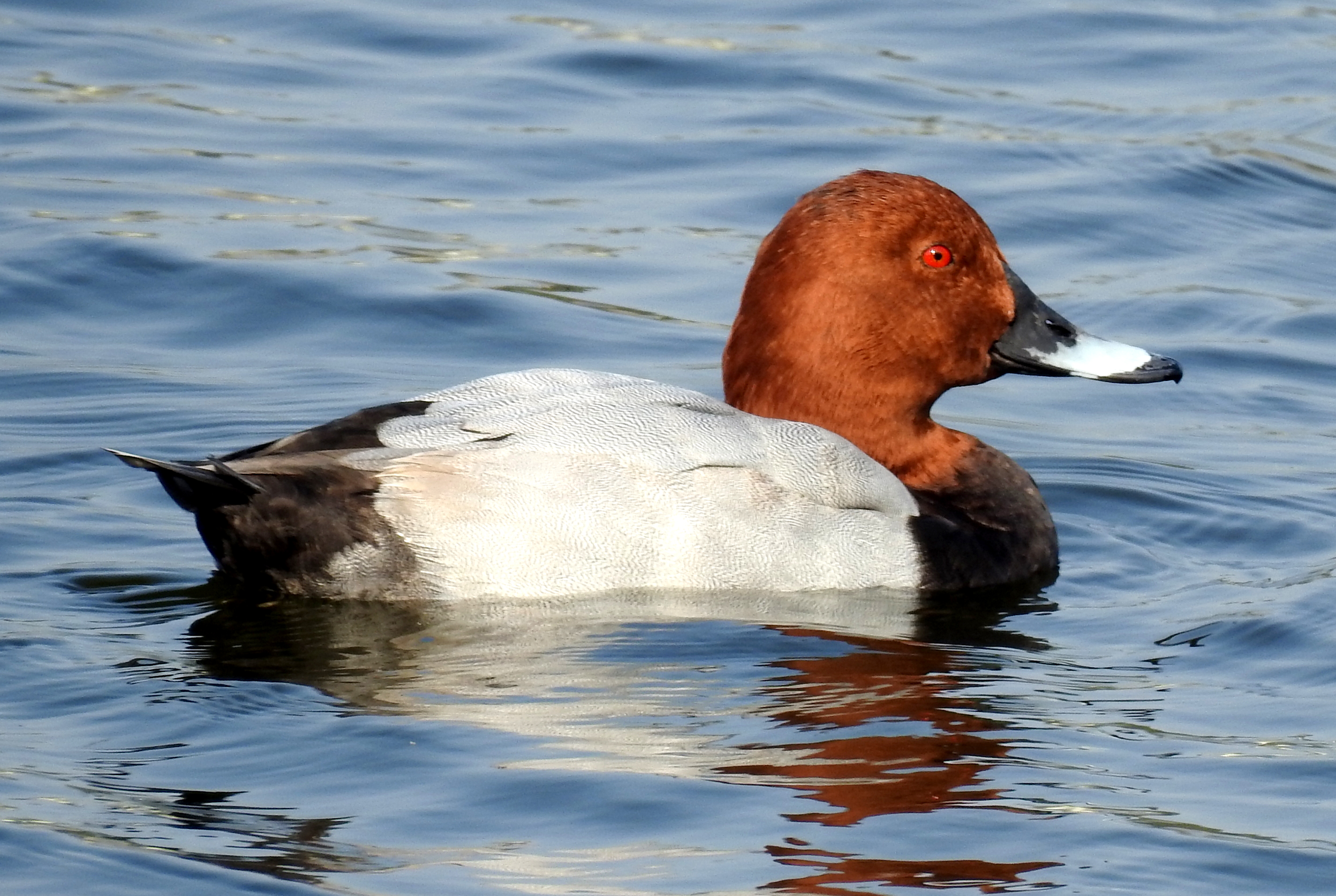
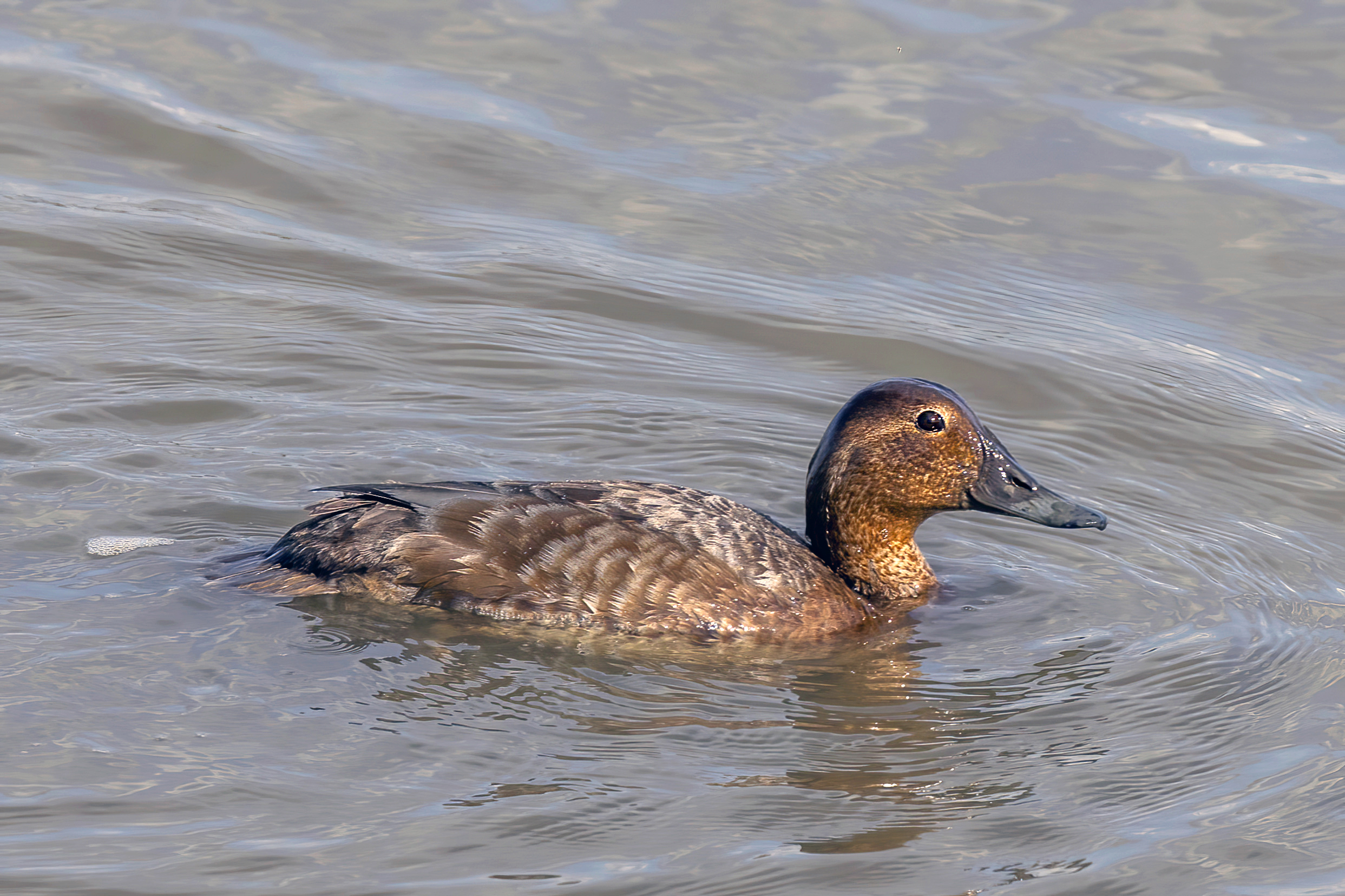